# Verneuilinina
Verneuilinina es un suborden de foraminíferos del orden Lituolida que agrupa taxones tradicionalmente incluidos en el suborden Textulariina del orden Textulariida. Su rango cronoestratigráfico abarca desde el Pennsylvaniense (Carbonífero superior) hasta la Actualidad.

## Clasificación
Verneuilinina incluye a la siguiente superfamilia:
- Superfamilia Verneuilinoidea